# Volcà de les Medes
El Volcà de les Medes és un volcà situat entre els municipis de Sant Aniol de Finestres i les Planes d'Hostoles, a la comarca catalana de la Garrotxa.